# Adrienne Frantz
 Adrienne Frantz est une actrice américaine, née le 7 juin 1978 à Mount Clemens (Michigan).
Elle est mariée à l'acteur Scott Bailey depuis le 11 novembre 2011. Elle a eu une fille le 1er décembre 2015, nommée Amélie, un fils le 19 juin 2020, nommé Lion et un autre fils né le 20 mars 2022, nommé Killian.

## Filmographie

### Cinéma
- 1999 : Speedway Junky (en) de Nickolas Perry (en) : Kelley
- 1999 : Jimmy Zip : Sheila
- 2007 : Donna on Demand : Donna
- 2007 : Ed Gein: The Butcher of Plainfield : Erica
- 2007 : Fanatique (Hack!) : Maddy Roth
- 2008 : Act Your Age : EB
- 2008 : Donna on Demand : Donna

### Télévision
- 1997 : Sunset Beach (Série TV) : Tiffany Thorne
- 1997-2005 : Amour, Gloire et Beauté (The Bold and the Beautiful) (Série TV) : Ambre Moore (VF : Véronique Picciotto)
- 2000 : La Famille Delajungle (Série TV) : Inga (Voix)
- 2001 : Les Razmoket (Rugrats) (Série TV) : Emica
- 2006 : That '70s Show (Série TV) : Kelly
- 2006-2010 / 2013 : Les Feux de l'amour (The Young and the Restless) (Série TV) : Ambre Moore (VF : Véronique Picciotto)
- 2010-2012 : Amour, Gloire et Beauté (The Bold and the Beautiful) (Série TV) : Ambre Moore (VF : Véronique Picciotto)
- 2012 : J'ai épousé une star (I Married Who?) (TV) : Claire
- 2015 : Briseuse de couple (The Perfect Girlfriend) (TV) : Simone Matthews
- 2019 : 24h pour sauver mon bébé ! (Maternal Instinct) (TV) : Kelly (VF : Véronique Picciotto)